# Korweiler
Korweiler, genannt Korwel, amtliche Schreibweise bis 6. Dezember 1935: Corweiler, ist eine Ortsgemeinde im Rhein-Hunsrück-Kreis in Rheinland-Pfalz. Sie gehört der Verbandsgemeinde Kastellaun an.

## Geographie
Korweiler liegt im nördlichen Hunsrück auf einem Höhenrücken östlich des Dünnbachtals.

## Ortsbeschreibung

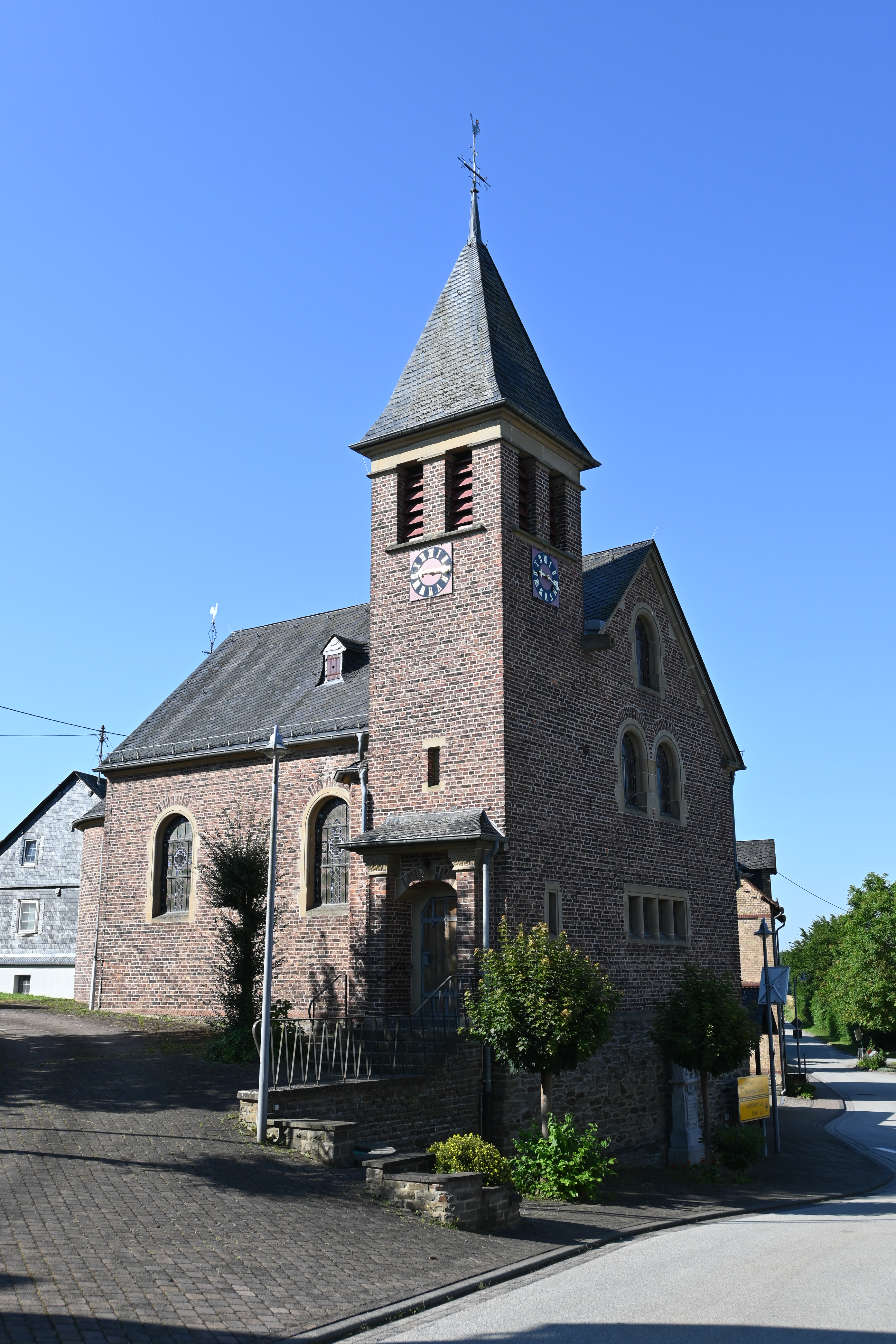
Bartholomäuskapelle

Korweiler ist ein typisches Hunsrücker Haufendorf, welches sich um seine katholische Kirche gruppiert. Das 1907 erbaute, einschiffige Gotteshaus, die Bartholomäuskapelle, ist dem heiligen Bartholomäus geweiht.
Einmal im Jahr findet sich die Gemeinde zum „Gemeindetag“ in der ehemaligen Schule, einem typischen Backsteinbau, zusammen, um gemeinsam zu essen, zu trinken, „Zeuch zu schwätze“ und das Zurückliegende noch einmal durchzugehen.

## Geschichte
Die ältesten Zeugnisse einer Besiedlung stammen aus der frühen Latènezeit. Bei der Anlage von Feldwegen wurden 1939/40 südöstlich des Ortes eisenzeitliche Siedlungsgruppen entdeckt. Nach Aussage der gefundenen Keramik sind sie rund 2400 Jahre alt und der jüngeren Hunsrück-Eifel-Kultur zuzurechnen.
Es wurden damals keine weiteren Untersuchungen durchgeführt, aber es ist sehr wahrscheinlich, dass sich an dieser Stelle eisenzeitliche Häuser befanden.
Der heutige Ort wurde 1307 erstmals als „Corwilre“ urkundlich erwähnt. Laut der Urkunde schenkte Sibodo von Schmidtberg seine in „Corwilre“ gelegenen Güter an das Kloster Kumbd, dem in den folgenden Jahrhunderten bis in die Neuzeit ein Hofgut, Leibeigene und Einkommen im Ort gehörten.
Zwar gehörte Korweiler seit dem Spätmittelalter oder der frühen Neuzeit auch zur Herrschaft und Burg Waldeck, der Ort nahm aber aufgrund der Kumbder Liegenschaften und Rechte eine besondere Stellung innerhalb der Herrschaft Waldeck ein. Allerdings hielten die Boos zu Waldeck lange Zeit das Schirmgeld, d. h. die Rechte und Einkünfte, des Klosterhofs Kumbd. Die Herrschaft Waldeck war spätestens ab dem 16. Jahrhundert reichsunmittelbar und umfasste neben dem Gelände der Burg selbst die Dörfer Dorweiler, Mannebach und Korweiler sowie die Wüstung Hausen bei Beltheim. Trotz der Zugehörigkeit zur Herrschaft Waldeck galten alle Einwohner Korweilers als „Willibrordskinder“, d. h. als ursprünglich zu einem Lehen der Abtei Sankt Willibrord in Echternach angehörig. Aus dieser mehrfachen Zugehörigkeit erwuchsen in der Frühen Neuzeit immer wieder Unstimmigkeiten mit den Rittern von Waldeck, die zu Konflikten und Vergleichen bis hin zum Reichskammergericht führten.
1711 brannte der Ort, mitsamt dem Kumbschen Erbhof zum größten Teil nieder und wurde wieder neu errichtet. Daher sind nur wenige Gebäude überliefert, die älter als ins 18. Jh. datieren.
1794 wurde die Region durch französische Revolutionstruppen besetzt, 1798 dem Departement Rhin-et-Moselle angegliedert und damit bis 1814 französisch. In Folge der auf dem Wiener Kongress vereinbarten Neuaufteilung der Territorien kamen wesentliche Teile des Rheinlands, damit auch Korweiler, 1815 zum Königreich Preußen. Seit 1946 ist der Ort Teil des damals neu gebildeten Landes Rheinland-Pfalz.
Einwohnerentwicklung
Die Entwicklung der Einwohnerzahl von Korweiler, die Werte von 1871 bis 1987 beruhen auf Volkszählungen:

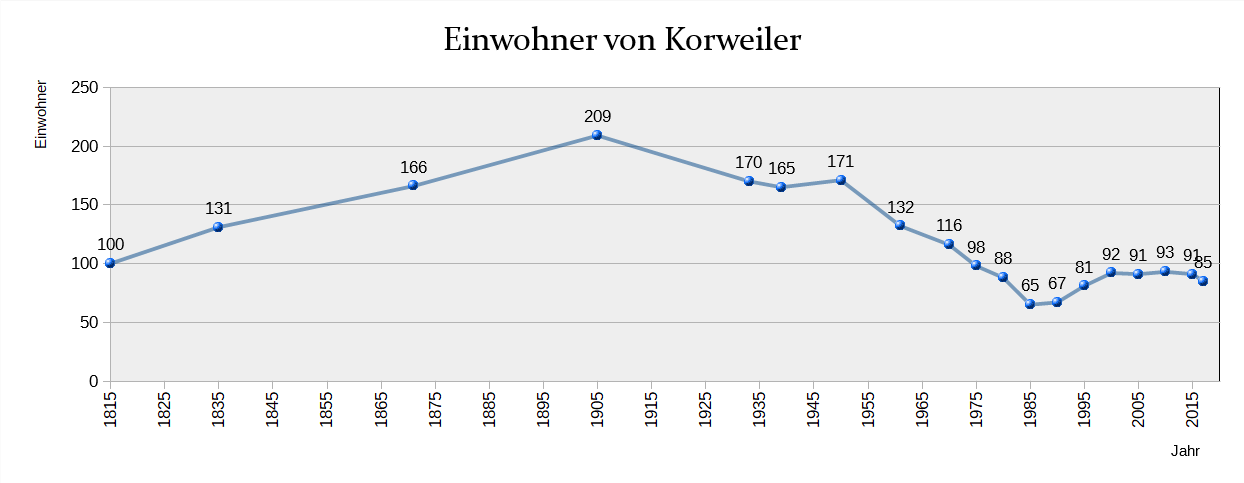
Interpolierter Verlauf

| Jahr | Einwohner |
| ---- | --------- |
| 1815 | 100       |
| 1835 | 131       |
| 1871 | 166       |
| 1905 | 209       |
| 1933 | 170       |
| 1939 | 165       |
| 1950 | 171       |

| Jahr | Einwohner |
| ---- | --------- |
| 1961 | 1320      |
| 1970 | 1160      |
| 1975 | 98        |
| 1980 | 88        |
| 1985 | 65        |
| 1990 | 67        |
| 1995 | 81        |

| Jahr | Einwohner |
| ---- | --------- |
| 2000 | 92        |
| 2005 | 91        |
| 2010 | 93        |
| 2015 | 86        |
| 2023 | 78        |

## Politik

### Bürgermeister
Ortsbürgermeister ist Georg Wagner.

## Dialekt
Der moselfränkische Dialekt der Region wird noch von einer Mehrzahl der Einwohner gesprochen, obwohl die Anzahl derer, die den Dialekt aktiv beherrschen und anwenden, abnimmt.